# 南加州大学电影艺术学院
南加州大学电影艺术学院（英語：USC School of Cinematic Arts），是一所隶属于南加州大学的私立电影学院，位于美国加利福尼亚州洛杉矶。

## 历史
该学院创办于1929年，是全美最古老、最大的电影学院，它提供的有关电影方面的教育在全球享誉盛名。许多曾在该学院就读的学生后来成为了电影界的知名人物，包括《星球大战》系列的导演乔治·卢卡斯、《达芬奇密码》的导演朗·霍华德、《阿甘正传》的导演罗伯特·泽米吉斯等。

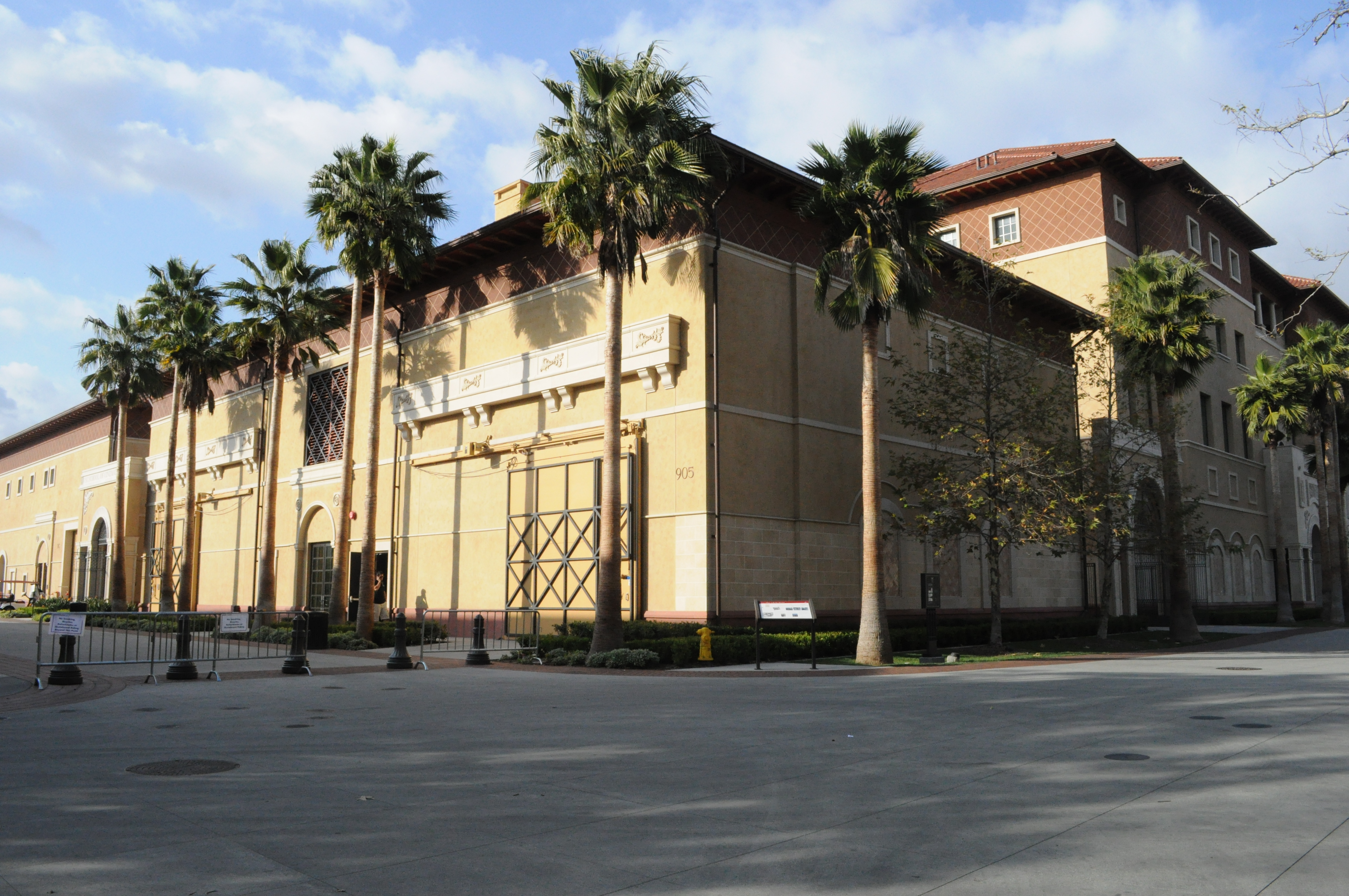
该学院校友乔治·卢卡斯捐建的教学楼

学院由范朋克、大卫·格里菲斯、恩斯特·刘别谦、欧文·托尔伯格等电影界人士于1929年创办。2006年4月，南加州大学批准学院改为现在的名称。2006年9月19日，该学院的毕业生、著名导演乔治·卢卡斯宣布给电影艺术学院捐赠1亿7500万美元供后者扩建以及购置教学设施。这是提供给南加州大学的最大的单笔捐赠，也是全世界提供给电影类院校的最大一笔捐赠。如今学院里有两座建筑以他和他的夫人命名。作为一名建筑爱好者，他甚至亲自设计建筑的图纸。后来电影界的其他几家知名公司华纳兄弟、20世纪福克斯和华特迪士尼公司也为这一项目捐助了资金。

## 课程
该学院提供多种大學、研究生学位课程，覆盖电影制作、编剧、电影理论、数字艺术和互动媒体等分支。更高阶的教育项目包括媒体艺术实践领域的哲学博士课程，皮特·斯塔克电影制作项目（Peter Stark Producing Program）以及和馬歇爾商學院合办的娱乐产业课程项目。由于该学院声名远扬，许多希望进入电影行业的学生竞相报名申请，因此录取竞争十分激烈。两届奥斯卡最佳导演奖获得者斯蒂芬·斯皮尔伯格早年也曾多次试图申请该学院，不过未能获得录取，最终抱憾去了加州州立大学长滩分校。